# Zsaru pánikban
A Zsaru pánikban (eredeti cím: Gun Shy) 2000-ben bemutatott amerikai filmvígjáték, melyet Eric Blakeney írt és rendezett. A főbb szerepekben Liam Neeson, Sandra Bullock és Oliver Platt látható.

## Cselekmény
Charlie (Liam Neeson) beépített titkosügynök legutóbbi akciója balul sikerült: társát megölték, és ő maga is közel került a halálhoz, mire a felmentőcsapat megérkezett. Azóta acélidegei elrongyolódtak, állandó szorongás gyötri, ami az emésztőrendszerét is hátrányosan érinti. Szeretne kiszállni a rábízott feladatból és végleg visszavonulni a veszélyes foglalkozástól. Főnökei szerint azonban hosszú ideig tartott, amíg a fedősztoriját hihetővé tették, s Charlie-nak be kell fejeznie, amit elkezdett. 
Munkája New Yorkba szólítja, az oda tartó repülőút során megismerkedik dr. Jeff Bleckner pszichiáterrel és elhatározza, felkeresi a rendelőjében. Ellátogat a pszichiáterhez, aki szorongáscsökkentő gyógyszert ír fel neki, továbbá javasolja egy főleg üzletemberekből álló terápiás csoport látogatását. A csoport tagjait meglepi, amikor Charlie bevallja nekik legrejtettebb félelmét, miszerint szembe kell szállnia egy veszélyes maffiózóval, Fulvio Nesstrával (Oliver Platt). Charlie találkozik Judy Tipp-pel (Sandra Bullock), egy vonzó nővérrel, aki belső bajaira alternatív terápiákat javasol.

## Szereplők
| Szerep                               | Színész           | Magyar hang        |
| ------------------------------------ | ----------------- | ------------------ |
| Charles „Charlie” Mayeaux DEA-ügynök | Liam Neeson       | Gáti Oszkár        |
| Fulvio Nesstra                       | Oliver Platt      | Reviczky Gábor     |
| Judy Tipp                            | Sandra Bullock    | Für Anikó          |
| Fidel Vaillar                        | José Zúñiga       | Pusztaszeri Kornél |
| Estuvio Clavo                        | Michael DeLorenzo | Tóth Roland        |
| Jason Cane                           | Andrew Lauer      | Bozsó Péter        |
| Gloria Minetti Nesstra               | Mary McCormack    | Makay Andrea       |
| Dexter Helvenshaw                    | Mitch Pileggi     | Barbinek Péter     |
| Lonny Ward                           | Louis Giambalvo   | Ifj. Jászai László |
| Bennett                              | Rick Peters       |                    |

## Fordítás
- Ez a szócikk részben vagy egészben  a   Gun Shy (2000 film) című angol Wikipédia-szócikk fordításán alapul.  Az eredeti cikk szerkesztőit annak laptörténete sorolja fel. Ez a jelzés csupán a megfogalmazás eredetét és a szerzői jogokat jelzi, nem szolgál a cikkben szereplő információk forrásmegjelöléseként.